# 栗田寛久
栗田 寛久（くりた かんきゅう、天文20年（1551年） - 天正9年3月22日（1581年4月25日））は、戦国時代の甲斐武田家臣、信濃国善光寺及び甲斐善光寺別当。栗田鶴寿ともいう。通称・刑部丞。父は初代・栗田永寿。妻は武田家の譜代家老である山県昌景の長女・福。「寛久」の名は系譜上で用いられているが、確実な史料からは確認されない。
当時、信濃の善光寺は武田信玄と越後国の上杉謙信との川中島の戦いによる戦火が拡大しており、栗田氏は旧領を失っていた。永禄11年（1568年）、現在の甲府市善光寺に創建された甲斐善光寺支配を許される。元亀元年（1570年）7月には旧領を回復し、信濃国水内郡を所領としていた。天正7年（1579年）三河の徳川家康牽制のため遠江国高天神城（静岡県掛川市）に配される。しかし天正9年（1581年）徳川軍との高天神城の戦いにおいて戦死し、高天神城も落城した。この際に共に戦死した家臣小形直秀がいて、その未亡人であるスミが栗田氏所領の芹田の地に住んで後年妙蓮と名乗る尼になるまでを「牛に引かれて善光寺詣り」のお婆さんの実話として明治時代に発行の「善光寺独り案内」と言う案内書に、小諸を出発地とする伝説とは別に紹介されている。
高天神城落城の際、徳川軍に幸若舞大夫の幸若義成がいると聞いて冥土の土産に幸若舞を見たいと所望し、家康はこれに応じて義成に「高舘」を舞わせたという。家督は子の永寿（二代目）が継いだが、まだ幼少であったため弟の寛秀（栗田刑部国時）が後見に当たった。